# Radoliński
Radoliński (Radolin) – polski herb książęcy, odmiana herbu Leszczyc. Herb własny rodziny Radolińskich.

## Opis herbu

### Opis historyczny
Juliusz Ostrowski blazonuje herb następująco:

W polu czerwonem – bróg złoty na srebrnych słupach oparty. Nad hełmem w koronie – na pawim ogonie brożek jak w tarczy, ale prawo- ukośnie leżący. Labry czerwone, z prawej srebrem z lewej złotem podbite. Nad tarczą płaszcz książęcy z mitrą.

### Opis współczesny
Opis skonstruowany współcześnie brzmi następująco:
Na tarczy o polu czerwonym bróg złoty na srebrnych słupach.
W klejnocie ogon pawi z godłem przekrzywionym w lewą stronę.
Labry herbowe czerwone, podbite złotem.
Całość otacza płaszcz heraldyczny, podbity gronostajem.
Płaszcz zwieńcza mitra książęca.

## Geneza
Herb przysługuje jednej z gałęzi rodziny Radolińskich z Radolina w dawnym województwie poznańskim. Radolińscy nie posiadają książęcych korzeni, jednakże otrzymali nadanie tytułu książęcego 16 kwietnia 1888 roku w Prusach.

## Herbowni
Informacje na temat herbownych w artykule sporządzone zostały na podstawie wiarygodnych źródeł, zwłaszcza klasycznych i współczesnych herbarzy. Należy jednak zwrócić uwagę na częste zjawisko przypisywania rodom szlacheckim niewłaściwych herbów, szczególnie nasilone w czasie legitymacji szlachectwa przed zaborczymi heroldiami, co zostało następnie utrwalone w wydawanych kolejno herbarzach. Identyczność nazwiska nie musi oznaczać przynależności do danego rodu herbowego. Przynależność taką mogą bezspornie ustalić wyłącznie badania genealogiczne.
Pełne listy herbownych nie są dziś możliwe do odtworzenia, także ze względu na zniszczenie i zaginięcie wielu akt i dokumentów w czasie II wojny światowej (m.in. w czasie powstania warszawskiego w 1944 spłonęło ponad 90% zasobu Archiwum Głównego w Warszawie, gdzie przechowywana była większość dokumentów staropolskich). Nazwisko znajdujące się w artykule pochodzi z Herbarza polskiego, Tadeusza Gajla. Występowanie danego nazwiska w artykule nie musi oznaczać, że konkretna rodzina pieczętowała się herbem Radoliński. Często te same nazwiska są własnością wielu rodzin reprezentujących wszystkie stany dawnej Rzeczypospolitej, tj. chłopów, mieszczan, szlachtę. Herb Radoliński jest herbem własnym, wiec do jego używania uprawniona jest zaledwie jedna rodzina: Radolińscy.